# Waiwais
Els Waiwais (també escrit Waiwai o Wai Wai) són una ètnia del sud de Guyana i el nord-est de Brasil, parlants de la llengua waiwai, una llengua carib, i que formen part de la població indígena de Sud-amèrica. Tenen una població estimada de 3084 persones i són caçadors i recol·lectors nòmades. Han mantés la seva identitat cultural en gran part amb l'excepció del cristianisme, que els fou introduït al final de la dècada dels 50.

## Història
La població ameríndia de Guyana consta aproximadament de 31.000 persones. Les tribus les formen un total de nou grups ètnics majoritaris que inclouen els Akawaio, Arawak, Arekuna, Caribs, Macuxís, Patamona, Wapishana, Waraos i els Waiwais. Es troben principalment en terres de l'interior del país. Els Waiwais són el grup ètnic més petit de Guyana amb una població aproximada de 170. Actualment només existeix una comunitat Waiwai a Guyana, que viu a la regió més al sud del país, a Konashen.

L'explorador, Robert Schomburgk va ser probablement la primera persona no-índia que contactà amb els Waiwais el desembre de 1837. Va trobar un poblat assentat a la vora de l'afluent del riu Essiquebo, junt amb dos més a la vora del riu Mapuera, al Brasil. Schomburgk describí els Waiwais com:
"De estatura mitjana, amb el color de la pell més clara que la dels Tarumes, en la seva aparença general i llengua s'assemblen als Makuskis. Els Woyawais (Waiwais) són caçadors formidables i cèlebres pels seus gossos. Sembla que van generalment bruts."
A principis del segle xx, alguns dels Waiwais emigraren cap al nord. S'especula que per l'epidèmia de grip que gairebé exterminà el poble Taruma. Des del 1933 fins al 1938, els Waiwais tornaren a emigrar a terres més interiors de Guyana per evitar els estrangers durant la comissió dels límits de les fronteres del país.

## Cultura
Tot i que els Waiwais són grans caçadors, també són conreadors. No obstant; per les característiques de la terra on viuen, que té una cota de baixa de pluges, resulta tot un repte aconseguir aliments suficients. Tradicionalment empraven el mètode de l'artigatge.